# Josef Pohl
Plukovník Ing. Josef Pohl (15. dubna 1911 Kostelec nad Orlicí – 25. května 1950 Praha) byl československý občan a voják. Za druhé světové války bojoval na straně československého armádního sboru proti nacistům. Za hrdinství byl vyznamenán mimo jiné 3x čs. válečným křížem, medailí za hrdinství a mnoha sovětskými vyznamenáními. Po roce 1945 navrhli sověti majora Pohla na udělení medaile Hrdina Sovětského svazu, což českoslovenští soudruzi zamítli s tím, že se jedná o nebezpečného reakcionáře.[zdroj⁠?!] Po komunistickém převratu v roce 1948, byl souzen pro velezradu, špionáž a vyzvědačství a odsouzen k trestu smrti oběšením. Rozsudek byl proveden v Pankrácké věznici 25. května 1950. Po sametové revoluci byl major Josef Pohl rehabilitován a povýšen na plukovníka. V roce 1998 mu byla in memoriam udělena medaile Za hrdinství prezidentem republiky a v roce 2009 byl in memoriam vyznamenán ministrem obrany Vyznamenáním Zlaté lípy.

## Život
Narodil se 15. dubna 1911 v Kostelci nad Orlicí v rodině kováře. Vystudoval gymnázium, stavební fakultu ČVUT a získal titul inženýra. Poté vstoupil do armády a po absolvování vojenské akademie v Hranicích byl vyřazen v hodnosti poručíka a až do demobilizace a rozpuštění armády po okupaci v roce 1939 sloužil v různých důstojnických pozicích. Po rozpuštění armády byl nasazen k silničnímu úřadu v Bratislavě, nakonec se ocitl v Polsku, kde přeběhl frontu a v roce 1943 se přihlásil k čs. armádnímu sboru, se kterým prošel zbytek války jako velitel praporu a zástupce velitele pluku ženijního vojska.
Po válce sloužil na hlavním štábu armády a začal studovat Vysokou školu válečnou v Praze (VŠV). Již před únorem 1948 byl ale sledován 5. oddělením hlavního štábu (později OBZ), na přímý pokyn Bedřicha Reicina, náměstka ministra obrany a spolupracovníka NKVD. V roce 1949 byl vyloučen ze studia na VŠV, poté vyhozen z armády a v červenci 1949 zatčen. Byl vyslýchán v tzv. „Domečku“, středověkým způsobem mučen, nucen k nepravdivým výpovědím a nakonec ve spolupráci Reicina, prokurátora Wiesky a předsedy senátu plk. Matouška odsouzen za velezradu, špionáž a vyzvědačství k trestu smrti. Dne 25. května 1950 byl popraven oběšením v Praze na Pankráci. V soudních spisech lze najít protokol o výkonu trestu smrti, kde jsou zaznamenána poslední slova na dotaz předsedy senátu Matouška, zda má poslední přání: "Pane plukovníku, vždy jsem bojoval za vlast a za lepší život a věřím, že to byl boj spravedlivý. To je mé poslední přání".
Ostatky popraveného byly tajně pohřbeny do hromadného hrobu na Ďáblickém hřbitově. Teprve roku 1990 bylo umožněno ostatky přesunout do rodinné hrobky v Kostelci nad Orlicí. Na Čestném pohřebišti v Ďáblickém hřbitově se nachází symbolický Pohlův hrob. Tamní symbolické náhrobky odkazují na zemřelé politické vězně bez ohledu na jejich přesné místo pohřbení.
V roce 1990 byl plně rehabilitován, povýšen na plukovníka, v roce 1998 vyznamenán Medailí Za hrdinství prezidentem republiky, v roce 2009 vyznamenán Vyznamenáním Zlaté lípy ministrem obrany.
Dodnes lze v exposici Vojenského historického ústavu na Vítkově nalézt jeho dopis z prahu smrti, adresovaný své ženě. Jedná se o velmi silný historický dokument, vypovídající o nezlomnosti a síle tohoto odvážného člověka.

## Vyznamenání
- 1998 -  Medaile Za hrdinství, in memoriam
- 2009 -  Vyznamenání Zlaté lípy,in memoriam

Připomínky
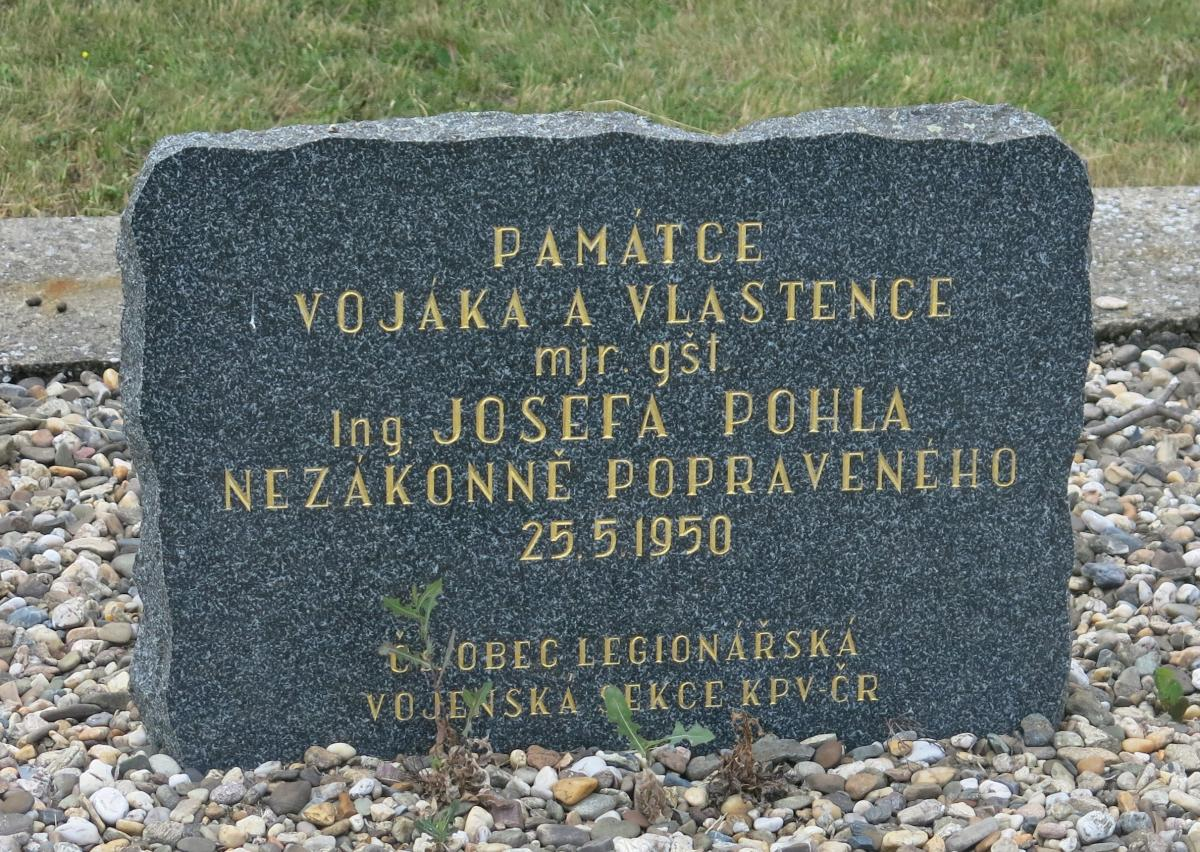
Pomník nezákonně popraveným vojákům v areálu bývalých kasáren Pod Radobýlem v Litoměřicích
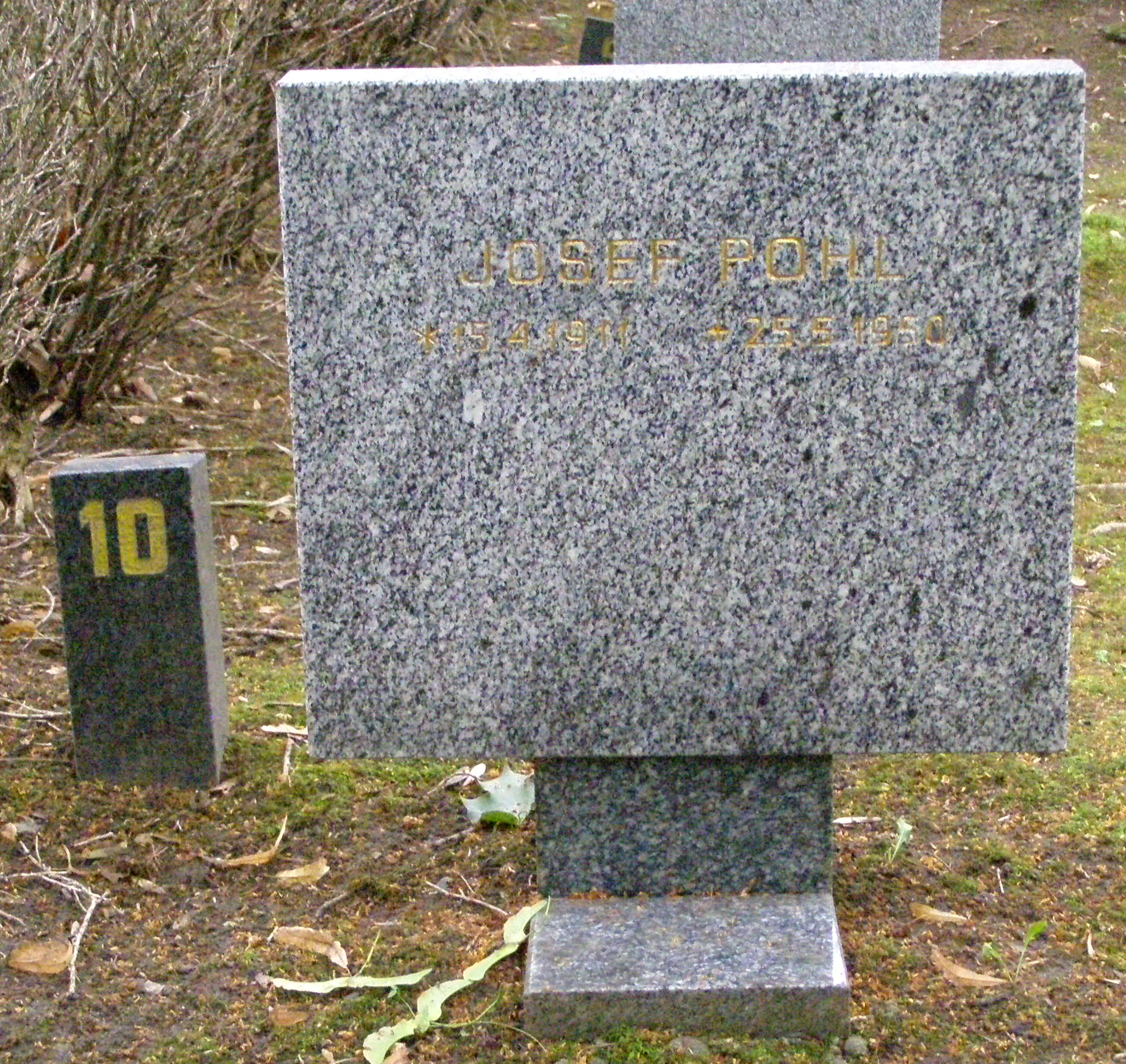
Symbolický náhrobek na Ďáblickém hřbitově